# Ixora gamblei
Ixora gamblei är en måreväxtart som beskrevs av V.S.Ramach. och Velukutty Jayachandran Nair. Ixora gamblei ingår i släktet Ixora och familjen måreväxter. Inga underarter finns listade i Catalogue of Life.